# Zsurka Péter
Zsurka Péter (Budapest, 1916. november 17. – Kolozsvár, 1982. május 29.) magyar hegedűművész, zenepedagógus.

## Élete
Zenei tanulmányait a Fodor Zeneiskolában végezte, Rados Dezső tanítványaként. Az 1930-as évek második felében rendszeresen részt vett különböző hangversenyeken és többször szerepelt a Magyar Rádióban, és volt a bécsi hegedűverseny döntőse is.
1940-ben a kolozsvári Szimfonikus Zenekar tagja lett, majd 1948-tól a Magyar Állami Opera zenekarának koncertmestereként és a Kolozsvári Filharmonikusok szólistájaként dolgozott. Trióban is zenélt, valamint játszott egy vonósnégyes első hegedűseként is. 1959-től 1960-ig a Gheorghiu Dima Zeneművészeti Főiskola, majd 1977-es nyugdíjazásáig a Zenelíceum tanára volt. Tanítványai között voltak Ágoston András, Csaba Péter és Márkos Albert hegedűművészek is.
1982-ben hunyt el Kolozsváron.